# Ernest Lluch
Ernest Lluch Martín (ur. 21 stycznia 1937 w Vilassar de Mar, zm. 21 listopada 2000 w Barcelonie) – hiszpański i kataloński polityk, ekonomista oraz nauczyciel akademicki, deputowany, w latach 1982–1986 minister zdrowia i konsumentów.

## Życiorys
Z wykształcenia ekonomista, ukończył studia na Uniwersytecie Barcelońskim. Doktoryzował się w tej dziedzinie, kształcił się również na Uniwersytecie Paryskim. Specjalista w zakresie historii doktryn ekonomicznych. Pracował jako nauczyciel akademicki na macierzystej uczelni, później objął stanowisko profesorskie na Uniwersytecie w Walencji.
Był związany z opozycją antyfrankistowską, represjonowany za prowadzoną działalność (m.in. kilkukrotnie zatrzymywany). W okresie przemian politycznych zaangażował się w działalność polityczną w ramach Partii Socjalistów Katalonii. W 1977 uzyskał mandat deputowanego do konstytuanty. Następnie w latach 1979–1989 był posłem do Kongresu Deputowanych I, II i III kadencji.
Od grudnia 1982 do lipca 1986 sprawował urząd ministra zdrowia i konsumentów w rządzie Felipe Gonzáleza. W latach 1989–1995 pełnił funkcję rektora Universidad Internacional Menéndez Pelayo.
21 listopada 2000 został zastrzelony przez baskijskich terrorystów z ETA. Trzech zamachowców w 2002 zostało za to zabójstwo skazanych na kary po 33 lata pozbawienia wolności.